# Zuoyunlong huangi
Zuoyunlong huangi es la única especie conocida del género extinto Zuoyunlong dinosaurio ornitisquio hadrosauroideo, que vivió a mediados el período Cretácico, entre 101 a 95 millones des años, durante el Cenomaniense, en lo que es hoy Asia.

## Descripción
Los autores de la descripción establecieron un único rasgo derivado, o autapomorfia para este taxón: la lámina posterior del ilion solo tiene la mitad de la longitud de su cuerpo principal. El ilion tiene una longitud preservada de 62 centímetros, lo que indica una longitud corporal de cerca de 8 metros. El eje del ilion termina en vista lateral en una "bota" grande la cual apunta hacia abajo y hacia adelante de manera oblicua. La altura del eje supera en tamaño a su anchura.

## Descubrimiento e investigación
El holotipo, SXMG V 00 004, fue descubierto antes de 2015 por el equipo del Servicio Geológico Regional de Shanxi en una capa de la Formación Zhumapu en la provincia de Shanxi que data del Cenomaniano, aproximadamente 95 millones de años. Consta de dos huesos de la mitad derecha de la pelvis, un ilion derecho parcial con el número de campo ZY004-001 que se encuentra incompleeto, y el extremo inferior de la diáfisis del isquion derecho, número de campo ZY004- 002. Los especímenes adicionales no están asignados. En 2015 fue descrita y nombrada la especie tipo Zuoyunlong huangi por Wang Runfu, You Hailu, Wang Suozhu, Shichao Xu, Yi Jian, Xie Lijuan, Jia y Lei Xing Hai. El nombre del género se refiere a la prefectura de Zuoyun junto con la palabra china long, "dragón". El nombre de la especie honra al paleontólogo chino Huang Weilong.
El holotipo, SXMG V 00 004, fue encontrado por el equipo del Servicio Geológico Regional de Shanxi en una capa de la Formación Zhumapu en la provincia de Shanxi, la cual data del Cenomaniense, hace aproximadamente noventa y cinco millones de años. Este consiste en dos huesos, uno de la mitad derecha de la pelvis y un ilion derecho parcial a los que se les asignó el número de catálogo ZY004-001, y un extremo inferior del eje del isquion derecho, el espécimen ZY004-002. Otros especímenes adicionales no fueron catalogados.

## Clasificación
Un análisis cladístico halló que Zuoyunlong tenía una posición basal en la superfamilia Hadrosauroidea, siendo el taxón hermano de Probactrosaurus. Zuoyulong constituyó en 2015 el hadrosauroideo más basal conocido del Cretácico Superior. Ya que los hadrosauroideos más antiguos conocidos por fuera de Asia, Eolambia y Protohadros de Norteamérica, también datan del Cenomaniense, los autores consideraron probable que Zuoyunlong fuera cercano a la separación entre los hadrosauroideos asiáticos y norteamericanos.